# Węgrzynów (Sainte-Croix)
Pour les articles homonymes, voir Węgrzynów.
Węgrzynów est une localité polonaise de la gmina de Mniów, située dans le powiat de Kielce en voïvodie de Sainte-Croix.